# Mitologia nuragica
La mitologia nuragica è l'insieme dei miti, riti e delle credenze religiose, in gran parte ancora avvolte nel mistero, diffuse tra le popolazioni nuragiche.

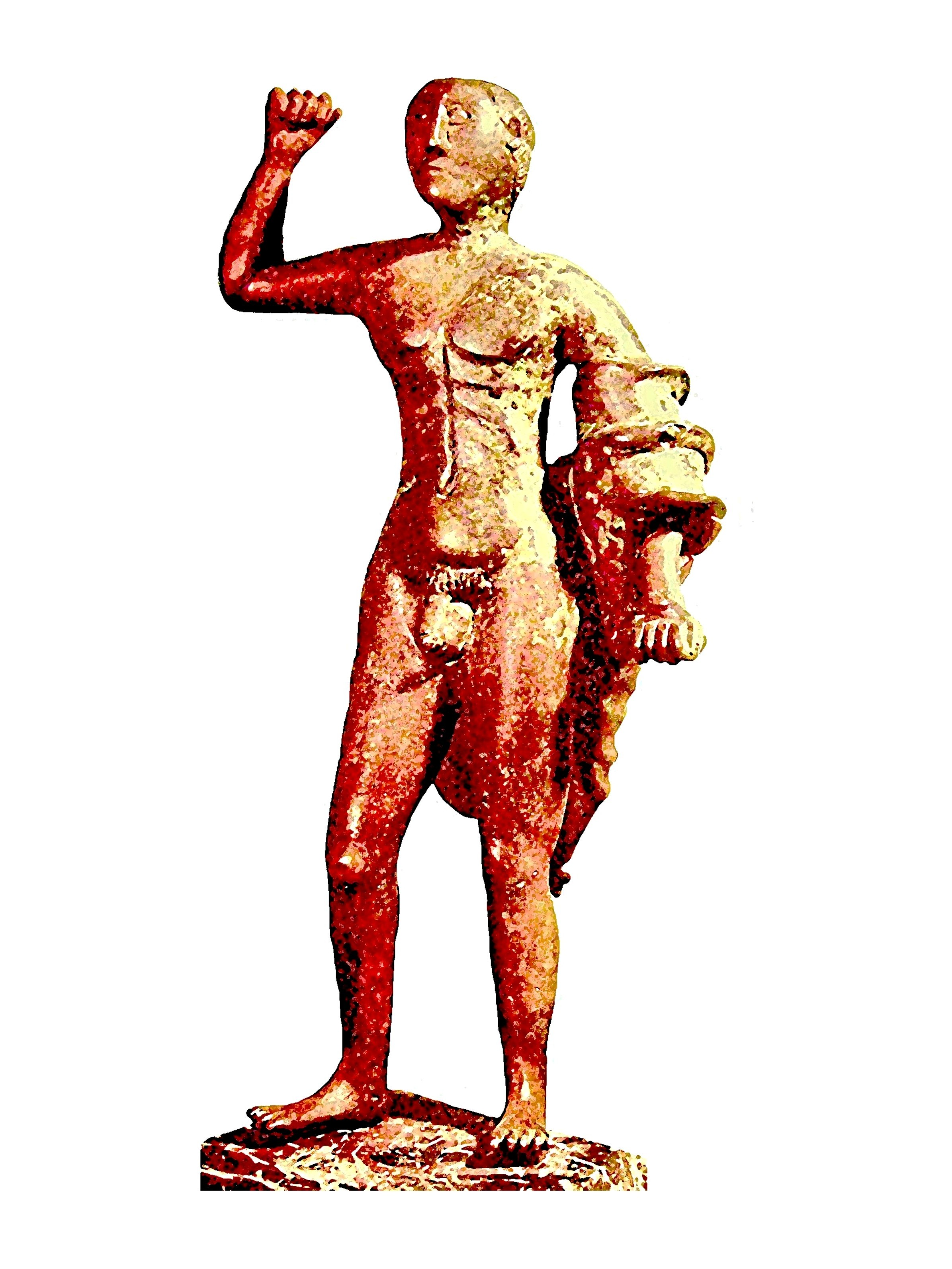
Bronzetto raffigurante Ercole rinvenuto a Posada. Cagliari, Museo Archeologico Nazionale. Ercole era legato alla Sardegna essendo padre di Sardo e dei Tespiadi nonché zio di Iolao.

## Eroi ecisti
Lista dei principali eroi isolani le cui gesta sono state tramandate principalmente dagli storici Greci e Latini:
- Sardo: Generato da Ercole, giunse nell'isola, chiamata in suo onore Sardegna, al seguito dei Libi[2].
- Norace: Figlio di Hermes e di Erithia (figlia di Gerione) condusse in Sardegna gli Iberi fondatori della città di Nora[3].
- Aristeo: Figlio del dio Apollo e della ninfa Cirene, fondatore e re di Caralis introdusse in Sardegna l'agricoltura e l'apicoltura[4].
- Iolao: Figlio di Ificle, fratello di Ercole, condusse i Tespiadi e gli Ateniesi in Sardegna dove fondò città, templi, edifici pubblici, tribunali, ecc.[5].
- Dedalo: Giunse in Sardegna secondo alcune fonti con Aristeo, secondo Diodoro Siculo con Iolao. Edificò nell'isola "erga polla megala", numerose e grandi opere chiamate Daidaleia[6].

La figura di questi eroi mitologici assunse particolare rilevanza durante la fase nuragica detta "delle aristocrazie" (900-500 a.C. circa). Alcuni di essi verosimilmente si inserirono nella mitologia sarda a seguito dei contatti con il mondo ellenico, mentre altri (quali Sardo e Norace) erano probabilmente già parte del pantheon nuragico originario.

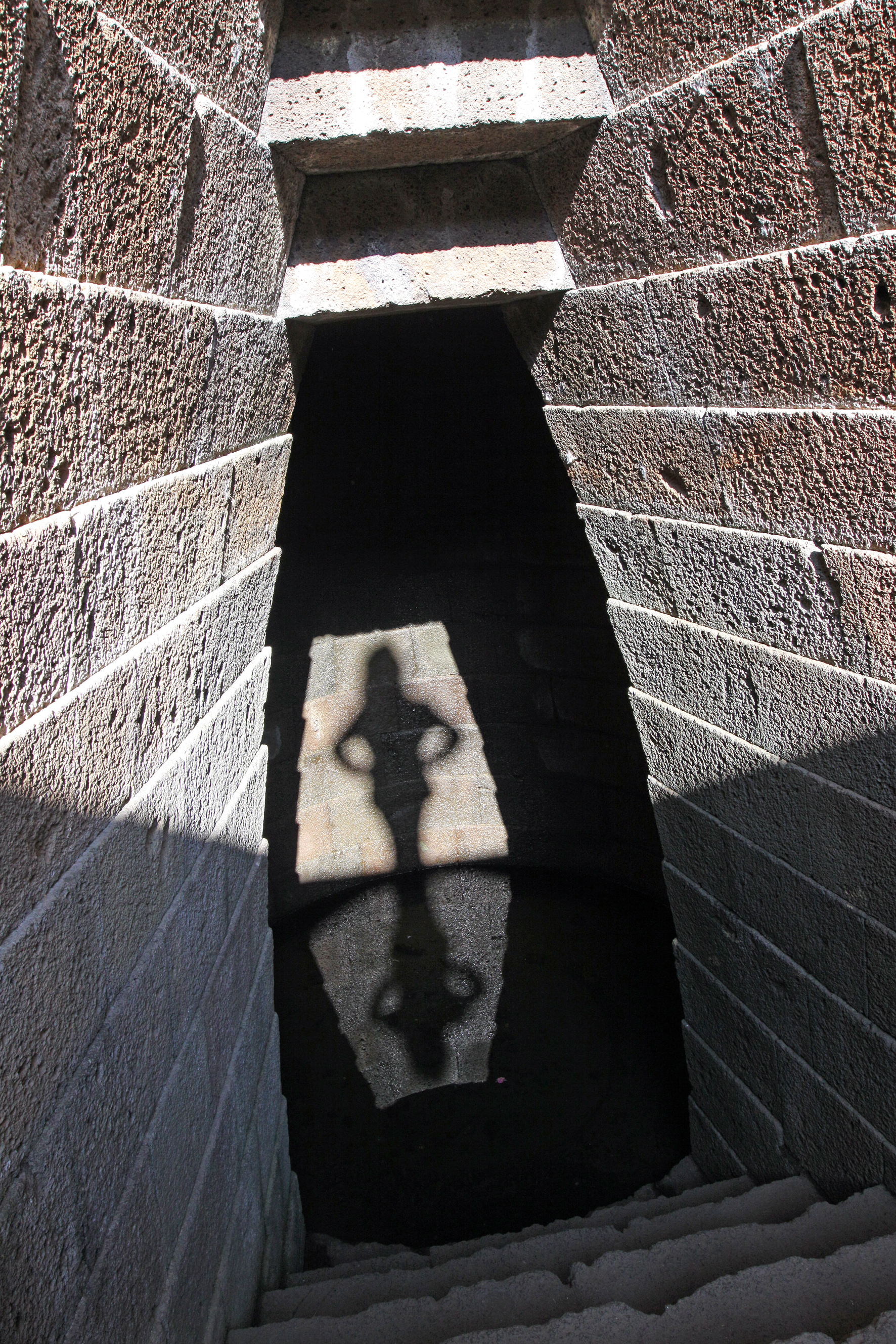
Santuario nuragico di Santa Cristina, Paulilatino

## Il culto delle acque
Molto importante fra i nuragici fu il culto delle acque, forse connesso al culto della dea Orgìa corrispondente proto-sarda della greca Medusa. In degli speciali edifici religiosi chiamati pozzi sacri e templi a "megaron", diffusi in tutto il territorio sardo, venivano depositate offerte votive per richiedere alla divinità delle acque guarigioni e purificazioni.

## Le grotte
Alcune grotte naturali, in taluni casi riadattate architettonicamente, svolgevano la funzione di luoghi sacri legati al culto di una divinità ctonia degli inferi. Si conoscono ad esempio la fonte della grotta Sa Preione 'e S'Orku di Siniscola, Su Benatzu di Santadi ecc.

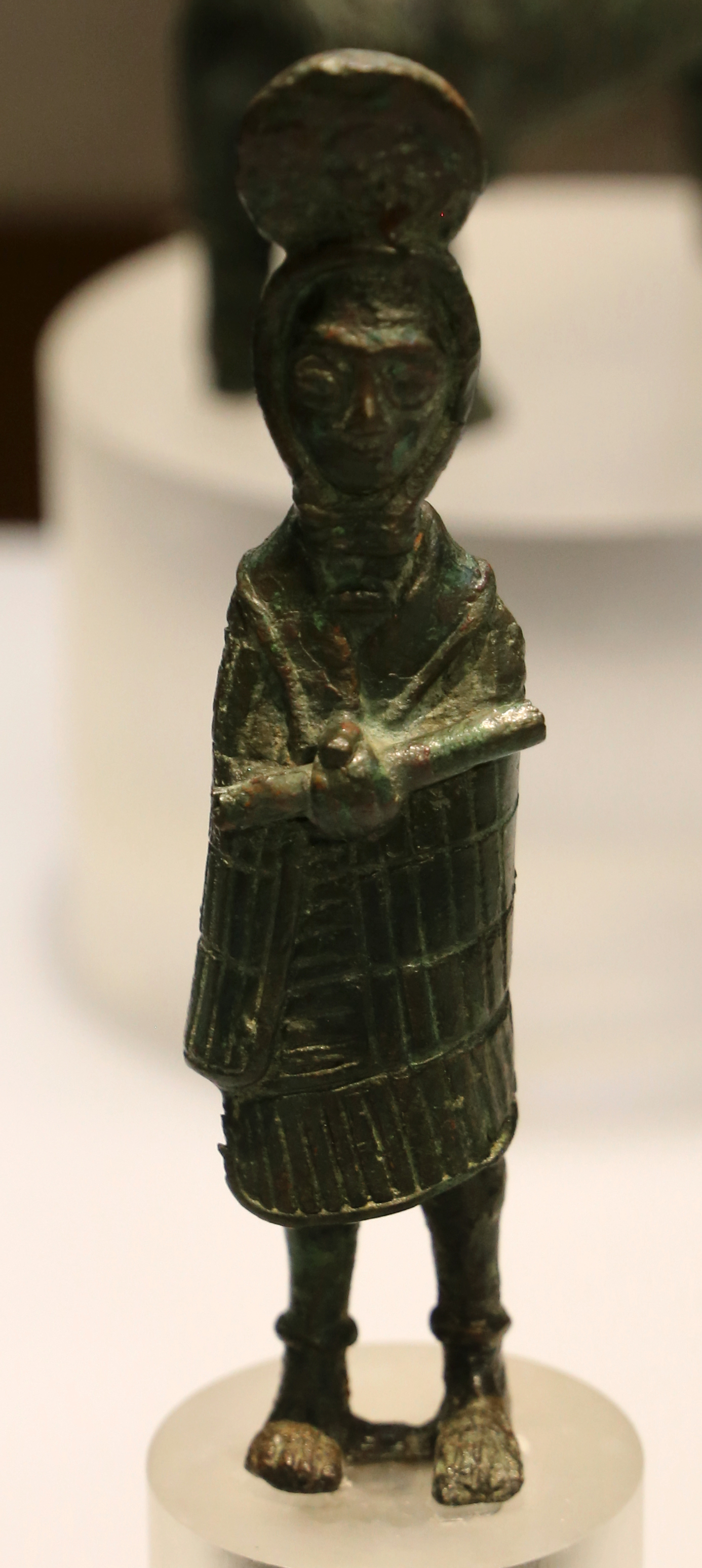
Bronzetto nuragico raffigurante un "sacerdote musico"

## Tombe dei giganti
Le tombe dei giganti, le sepolture tipiche della civiltà nuragica, oltre ad una funzione sepolcrale ne avevano anche una religiosa; racconta infatti Aristotele che all'esterno di queste tombe gli antichi sardi usavano praticare riti incubatori che potevano durare giorni, allo scopo di ricevere consigli, presagi e per richiedere guarigioni agli eroi-antenati.

## Triade betilica

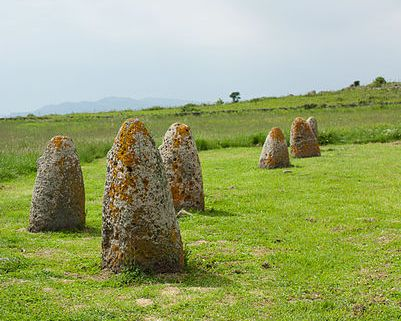
Triadi di betili presso il complesso archeologico di Tamuli, Macomer

La triade betilica poteva essere sia maschile che femminile e probabilmente simboleggiava una triade di divinità; queste triadi si trovano spesso nel terreno antistante le tombe dei giganti. La triade maschile, probabilmente simboleggiante la morte, era forse composta da Maimone, dio della pioggia, da Mere/Merre (o Sardo) e da Iolao o Norace. La triade femminile, riconoscibile per via delle mammelle e di altri tratti femminili scolpite sul betilo, simboleggiava invece il ciclo della vita e della rinascita.

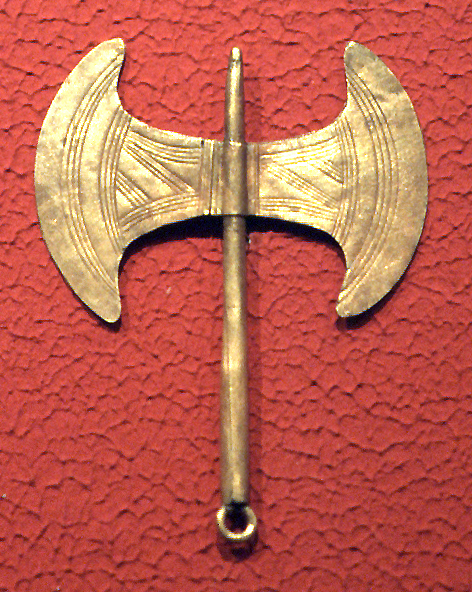
Labrys

### L'ascia bipenne
Al culto betilico era forse connesso quello, di probabile derivazione micenea, dell'ascia bipenne o labrys testimoniato dal ritrovamento di una "sacra bipenne betilica" (secondo la definizione del Antonio Taramelli) in bronzo, scoperta in una capanna circolare (detta capanna dell'ascia bipenne) del famoso santuario federale di Santa Vittoria di Serri.
Il culto veniva esplicato attraverso il sacrificio di animali quali bovini, suini, ovini ma anche molluschi le cui ceneri sono state ritrovate ai piedi della labrys.

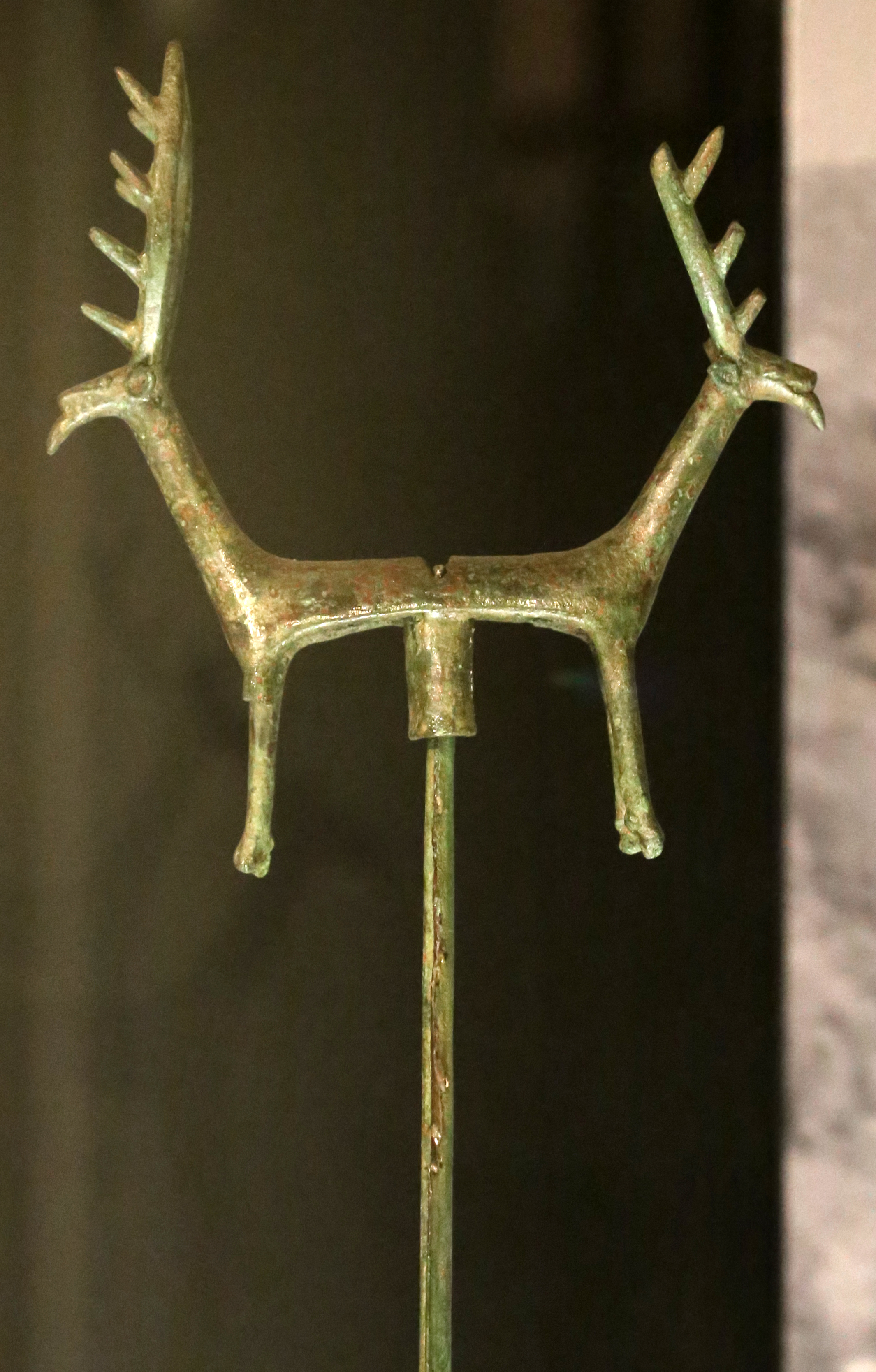
Spada votiva con cervi, Santuario nuragico di Abini, Teti

## Il cervo e il toro
Figura simbolica di rilievo era probabilmente quella del cervo. Molte spade e navicelle nuragiche, offerte alle divinità, oltre alle navi vere e proprie utilizzate secoli dopo anche dai popoli celti presentavano una protome cervina. Altro animale sacro era il Toro la cui funzione religiosa è attestata a partire dalle culture prenuragiche.
L'importanza di questi due animali, e più in generale di tutti gli animali muniti di corna, è testimoniata dai bronzetti rappresentanti figure metà toro e metà uomo, cervi con due teste aventi carattere mitologico, simbolico e religioso.

## Primavera sacra
Analogamente a quanto era in uso secoli dopo presso le popolazioni italiche anche nella Sardegna nuragica esisteva un rito simile a quello del "Ver Sacrum". Si ipotizza infatti che la costruzione di un nuovo nuraghe e del villaggio antistante fossero preceduti dall'allontanamento dei giovani dalla comunità che si insediavano dunque in un nuovo territorio dove veniva edificato il nuovo insediamento.

## Festività

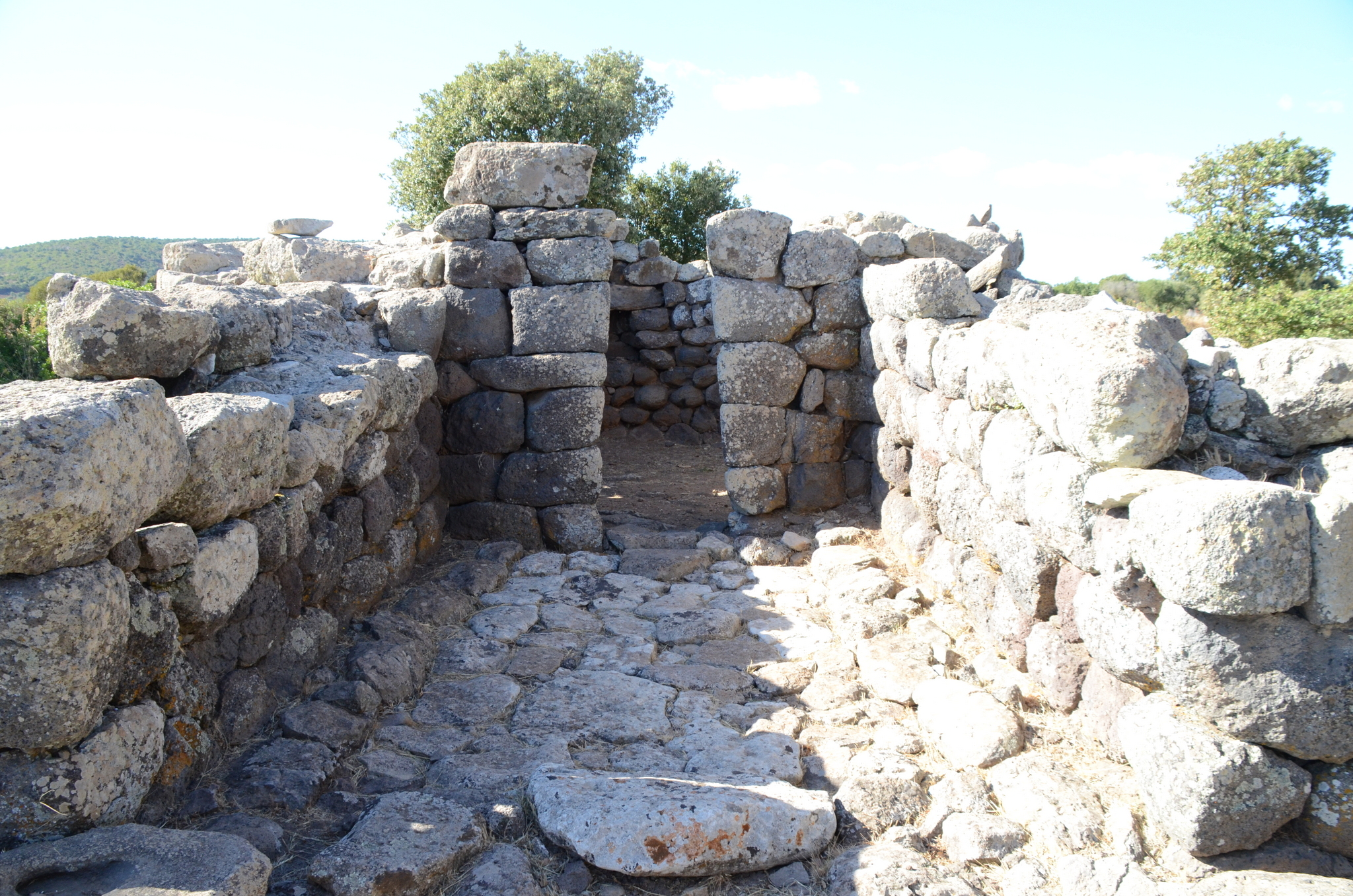
Santa Vittoria di Serri, tempio in antis

Presso alcuni edifici sacri particolarmente importanti, quale ad esempio il "santuario federale" di Santa Vittoria di Serri, in concomitanza con giorni festivi di grande importanza per la religiosità isolana, avvenivano incontri fra fedeli provenienti da diverse parti dell'isola.